# Skalna nekropolia w Pantalica
Skalna nekropolia w Pantalica (wł. Necropoli rupestri di Pantalica) na Sycylii składa się z ponad 5000 wykutych w skale grobowców, pochodzących głównie z XIII-VII wieku p.n.e,. w pobliżu kamieniołomów. Znajduje się we wschodniej Sycylii, w pobliżu Syrakuz.
Nekropolia zajmuje płaskowyż wznoszący się na wysokość 400 metrów nad dolinami rzek Anapos i Calcinara. Jest to
znane stanowisko archeologiczne, które zostało po raz pierwszy zbadane naukowo w 1890 r., a następnie w 1897 r. przez archeologa Paolo Orsi, za zgodą ówczesnych właścicieli, braci Nava. Orsi zidentyfikował cztery obszary: na północnym zachodzie 600 grobowców; na północy 1500 grobowców; na południu i południowym wschodzie dwa sektory z mniejszą liczbą pochówków. Grobowce o różnej wielkości są wykute we względnie miękkiej skale, zwykle w kształcie eliptycznego pomieszczenia, czasem o kształcie prostokątnym i zaokrąglonym sklepieniu, często poprzedzonym przedsionkiem i korytarzem zbudowanym z kamieni.
W następnym stuleciu wykopaliska odsłoniły pozostałości pałacu zbudowanego z ogromnych wielobocznych bloków, który przypomina rezydencje władców Achai. Jest to być może pozostałość miasta Hybla Gereatis.
Od 2005 r. wraz z Syrakuzami znajduje się na liście światowego dziedzictwa UNESCO.